# Epifi
Epifi lub Epiphi – trzeci miesiąc pory szemu i jedenasty miesiąc roku w kalendarzu egipskim. Jak każdy miesiąc w starożytnym Egipcie trwał 30 dni od 15 maja do 13 czerwca. Po epifim następował miesiąc mesori.
| Abd · Z2 | S | mw | N5 |

| Abd · Z2 | S | mw | N5 |